# Kamienica przy ulicy Henryka Siemiradzkiego 29 w Krakowie
Kamienica przy ulicy Henryka Siemiradzkiego 29 – zabytkowa kamienica znajdująca się w Krakowie przy ulicy Henryka Siemiradzkiego, na Piasku.
Kamienica została wzniesiona w latach 1909–1910. Do jej wybudowania wykonano projekt sporządzony przez Rajmunda Meusa oraz Bronisława Górskiego.
11 maja 1990 kamienica została wpisana do rejestru zabytków. Znajduje się także w gminnej ewidencji zabytków.